# Poesia neogreca
La poesia neogreca, o poesia neoellenica o poesia greca moderna comprende le opere poetiche scritte in greco moderno, includendo anche la poesia scritta nella lingua arcaicizzata detta "katharevousa".

## Storia
La questione su quando inizi la poesia neogreca è assai controversa, alcuni studiosi infatti ritengono che essa cominci subito dopo la fine della poesia classica. Questa visione è riduttiva e semplicistica perché ridurrebbe un arco di tempo lunghissimo ad un'unica fase. Più verosimili sono gli studiosi che pongono l'inizio nel X secolo. Del resto una valutazione temporale è difficile, in quanto la storia della lingua greca non ha subito fratture paragonabili a quella tra latino e lingue neolatine. La lingua moderna è il risultato un'evoluzione lenta e graduale.
Dunque la grande maggioranza degli studiosi parla di letteratura, e perciò di poesia, neogreca dalla data convenzionale del 1453, ovvero della caduta di Costantinopoli in mano ai Turchi; sia per la sua significativa rilevanza politica, anche se non linguistica e letteraria, sia perché vicina alla data della scoperta dell'America (1492) in cui gli storici normalmente fanno iniziare l'Età moderna.
Se volessimo invece prendere in considerazione gli ultimi due secoli storici certamente vedremmo dei cambiamenti radicali, per lo meno nella lingua scritta.
In un periodo breve ma travagliato dalla questione della lingua greca, si passa infatti da una lingua aulica, ricercata, molto complessa e volutamente avvicinata all'antica (katharevousa) a una lingua volontariamente semplificata, standardizzata e soprattutto basata sulla lingua parlata (dimotikí).
In conseguenza di ciò anche la poesia cambia. Cambiando i rendimenti della lingua, cambia il suono della poesia e i suoi contenuti.
Dovendo prendere in esame ad esempio la poesia di Konstantinos Kavafis e confrontarla con quella di Yiannis Ritsos vediamo un cambiamento di tematiche.
L'alessandrino della diaspora Kavafis affronta tematiche più intimistiche, quasi esistenzialiste come le ombre, i ricordi o il passato. 
Con Ritsos si arriva invece alla tematica puramente politica. Egli, fervente comunista, è aperto anche agli scambi con altre culture (tradurrà infatti le poesie del turco Nazım Hikmet) capendo che la cultura neogreca è intrisa inscindibilmente di turcismi.
Egli morirà dichiarandosi servo del Partito Comunista.

### Antologie
- Francesco Maspero (a cura di), Da Palamas a Vretacos. Poesia neogreca del Novecento, Milano, Edizioni Accademia, 1974
- Filippo Maria Pontani (a cura di), Antologia della poesia greca contemporanea, Milano, Crocetti, 2004, ISBN 978-88-8306-034-2
- Nicola Crocetti, F.M. Pontani (a cura di), Poeti greci del Novecento, Milano, Meridiani Mondadori, 2010, ISBN 978-88-04-48935-1
- (EN)  Karen Van Dick (editor), Austerity Measures. The New Greek Poetry, London, Penguin Books, 2016, ISBN 978-0-241-25062-4

### Storia
- Bruno Lavagnini, La letteratura neoellenica, Firenze, Sansoni, 1969 [1954]
- Mario Vitti, Storia della letteratura neogreca, Venezia, Cafoscarina, 2016 [1971], ISBN 978-88-7543-400-7